# Biserica Sfântul Nicolae din Cib
Biserica Sfântul Nicolae din Cib este un monument istoric aflat pe teritoriul satului Cib, comuna Almașu Mare. În Repertoriul Arheologic Național, monumentul apare cu codul 2354.03.

## Localitatea
Cib este un sat în comuna Almașu Mare din județul Alba, Transilvania, România. Prima mențiune documentară a localității datează din anul 1407.

## Biserica
Prima mențiune scrisă a existenței acestei biserici este din anul 1750. Pictura originară nu mai există, actuala pictură în frescă datează din secolul al XX-lea.
În Muzeul Național al Unirii din Alba Iulia se află un prapor vechi ce a aparținut acestui lăcaș de cult.

## Imagini

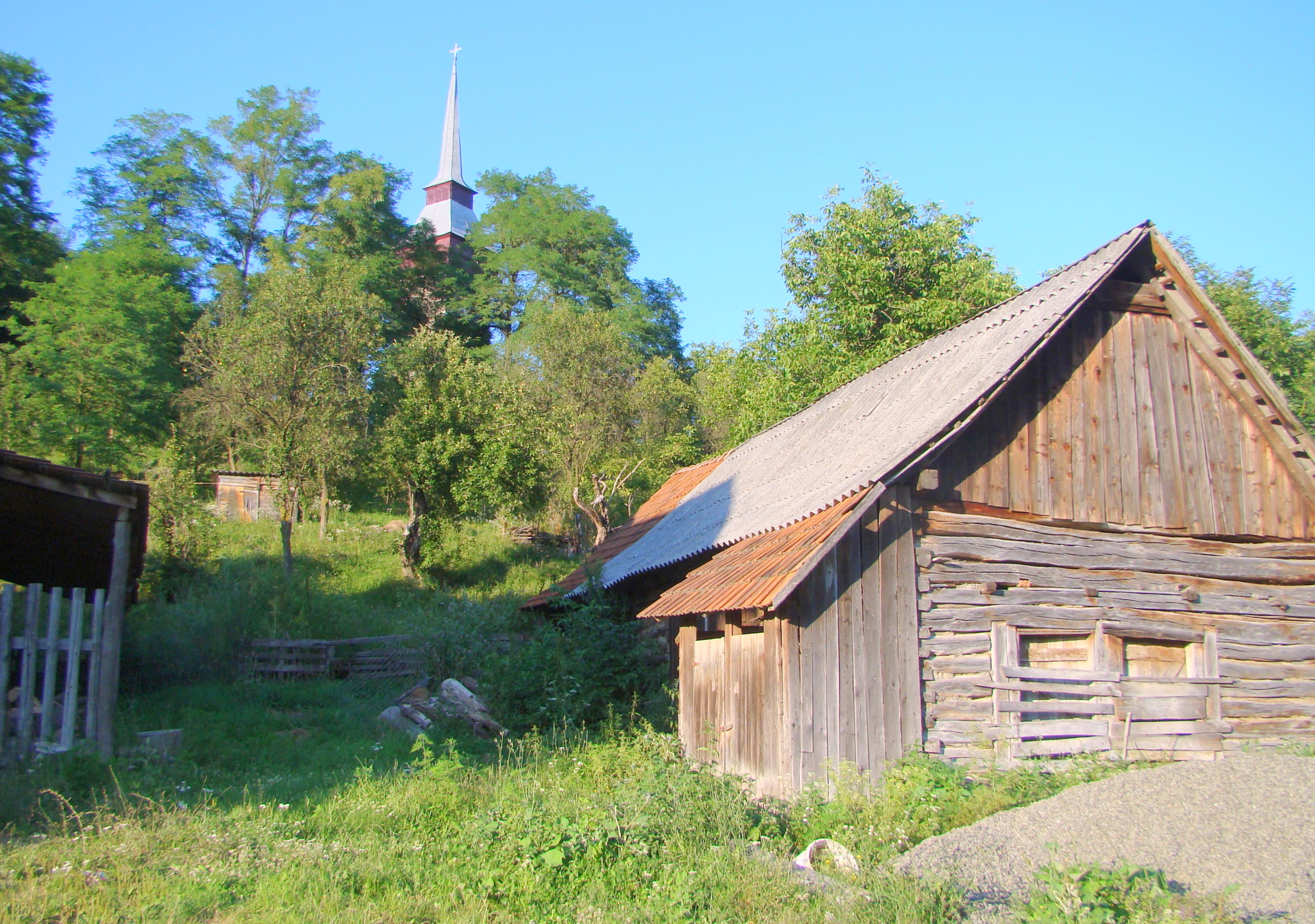
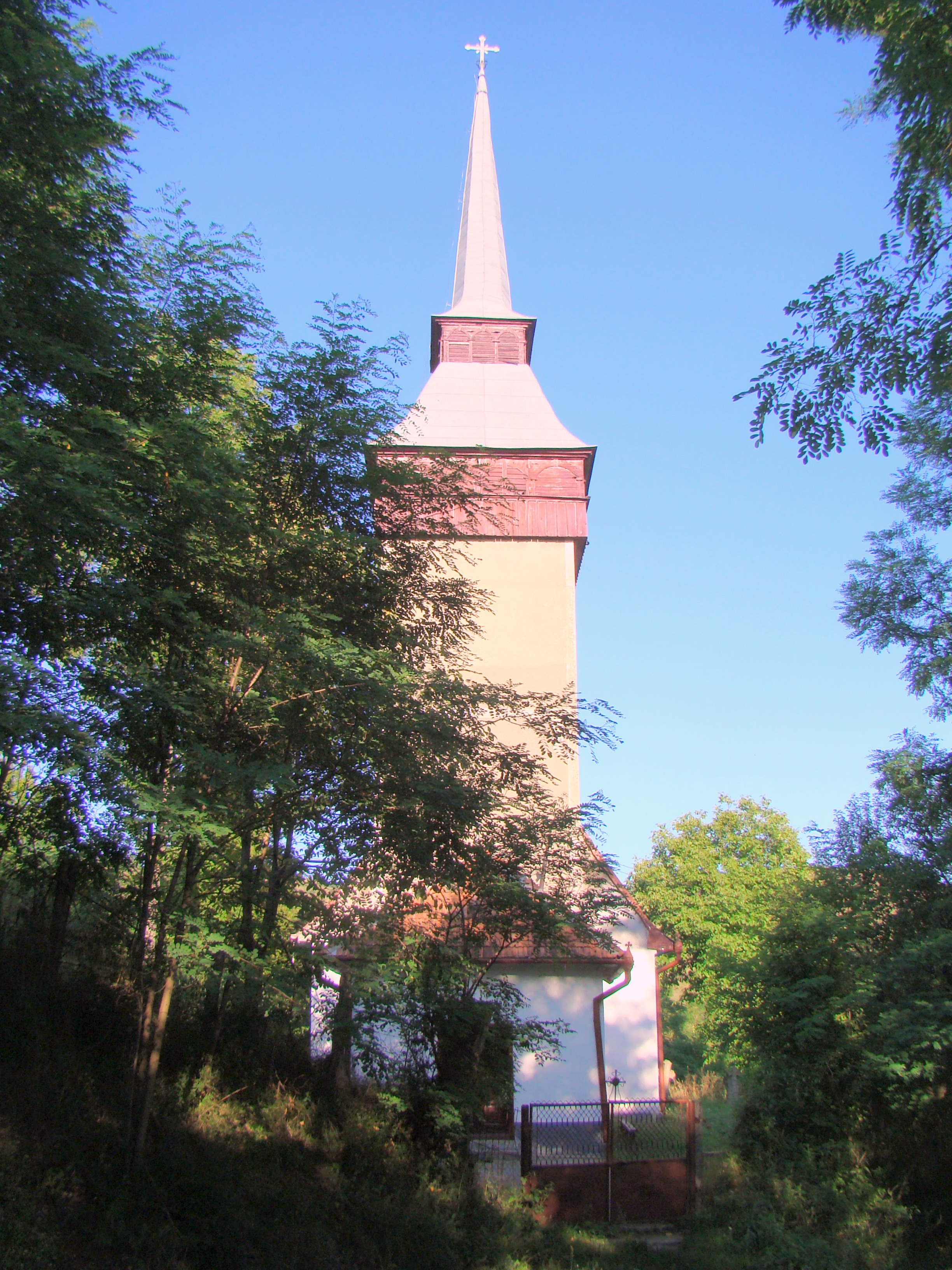
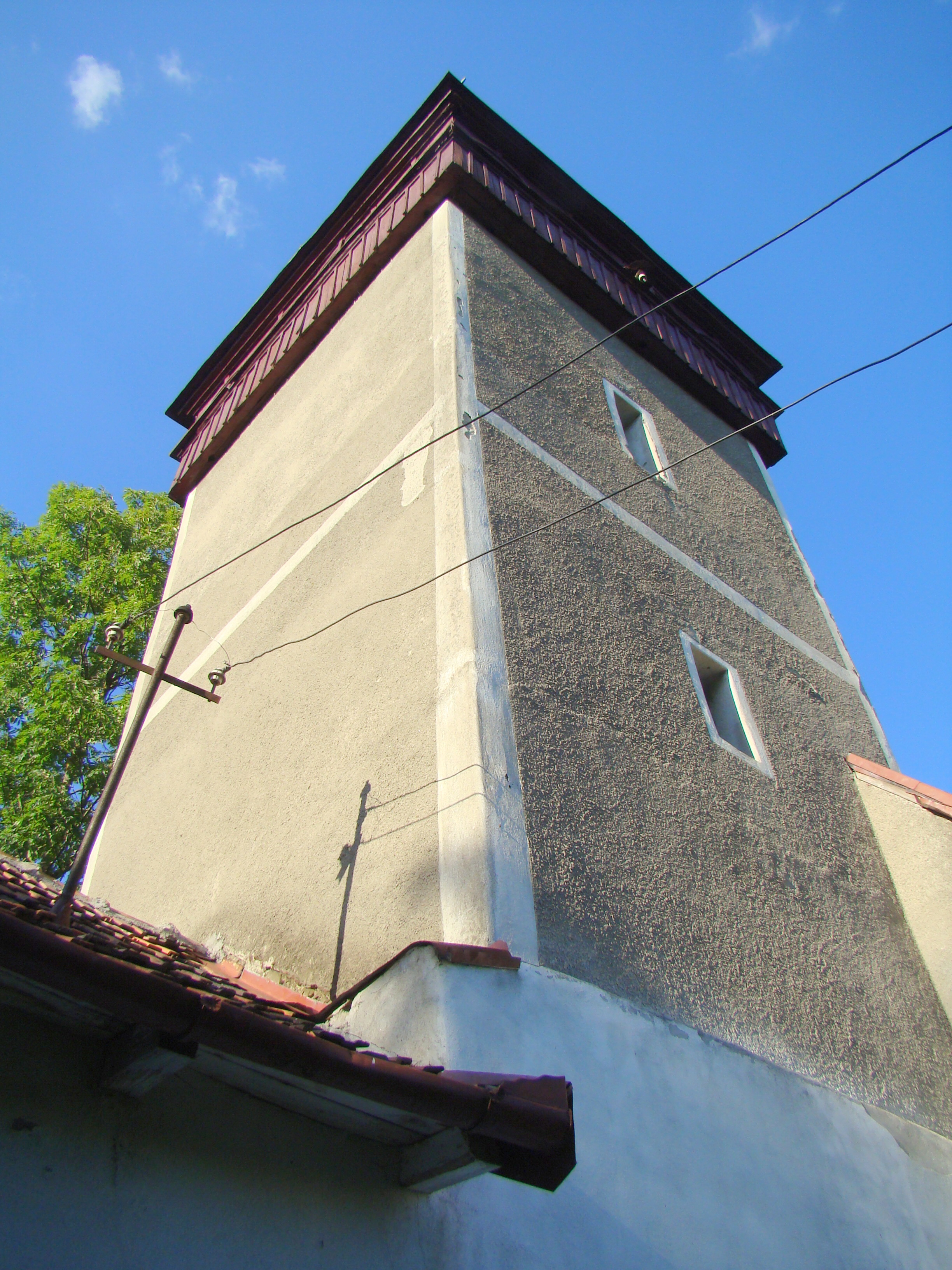
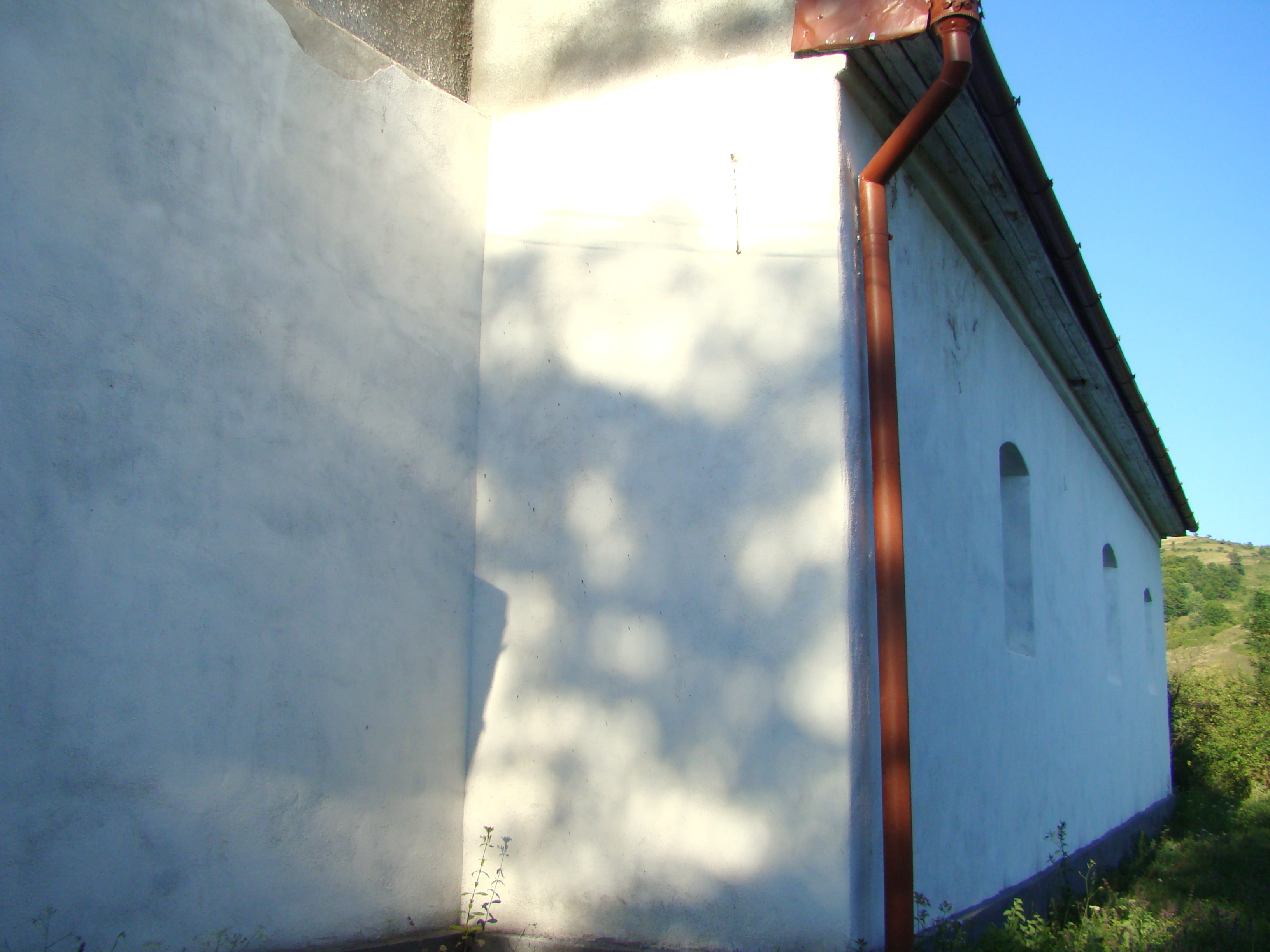
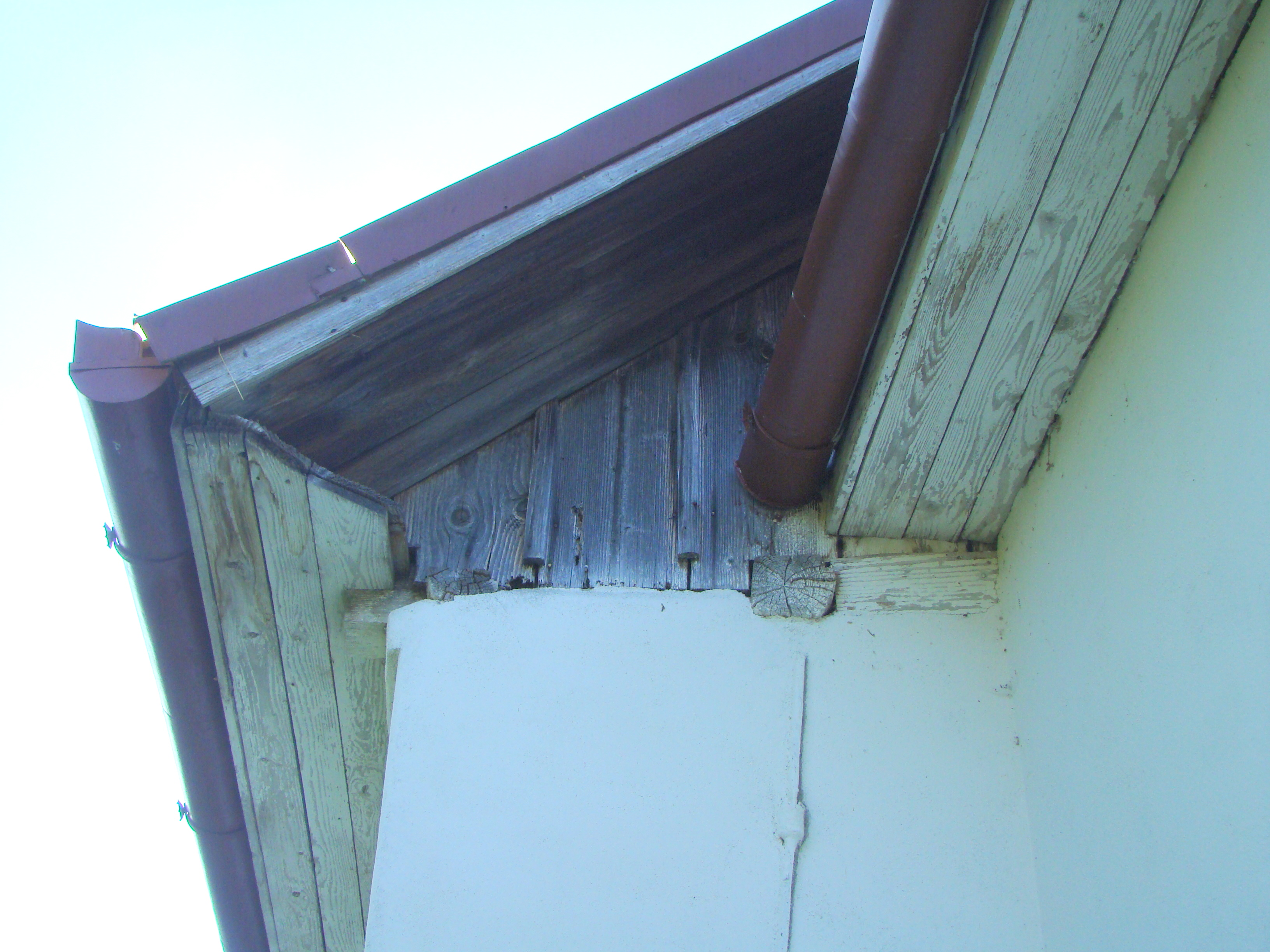
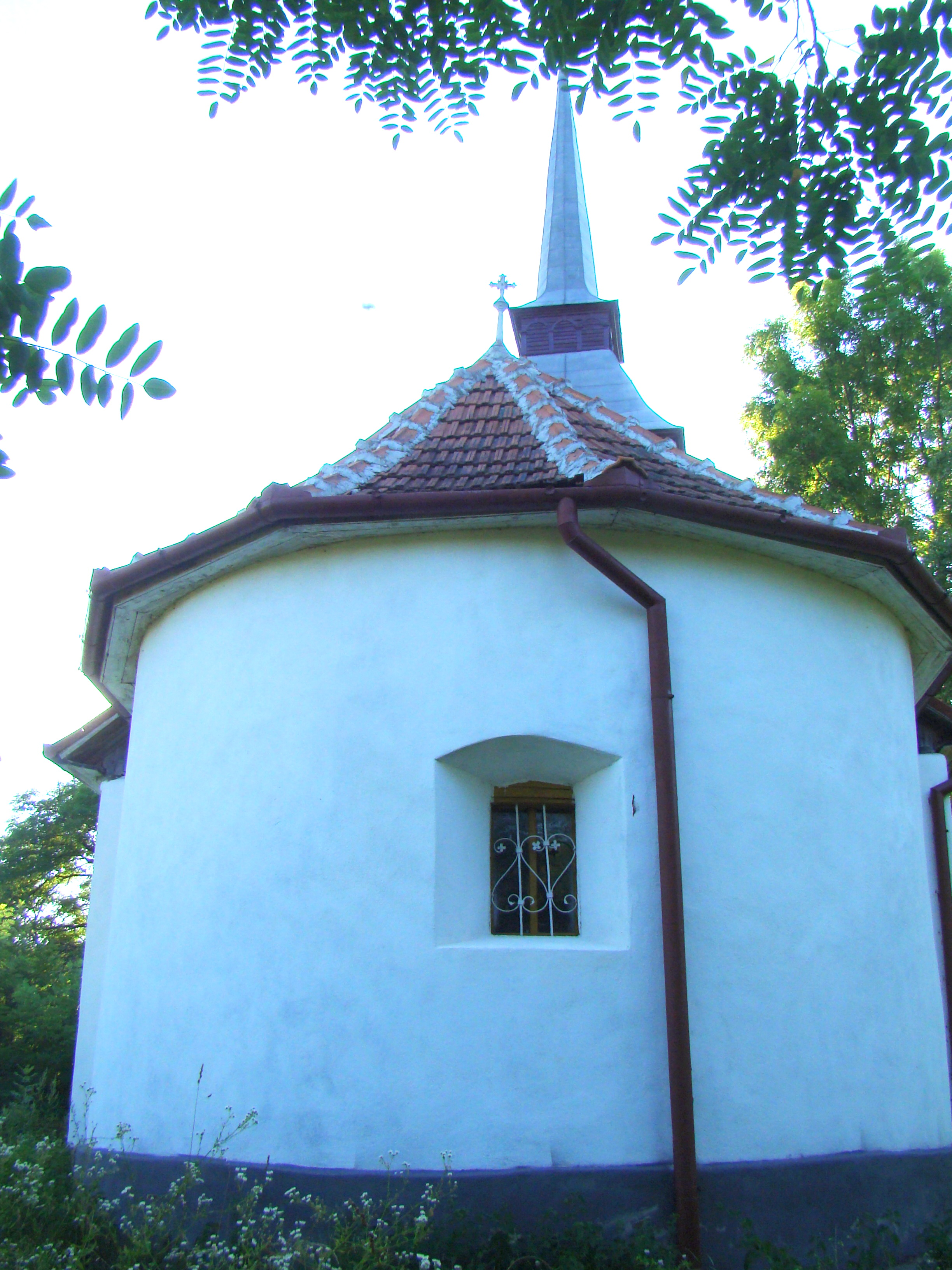
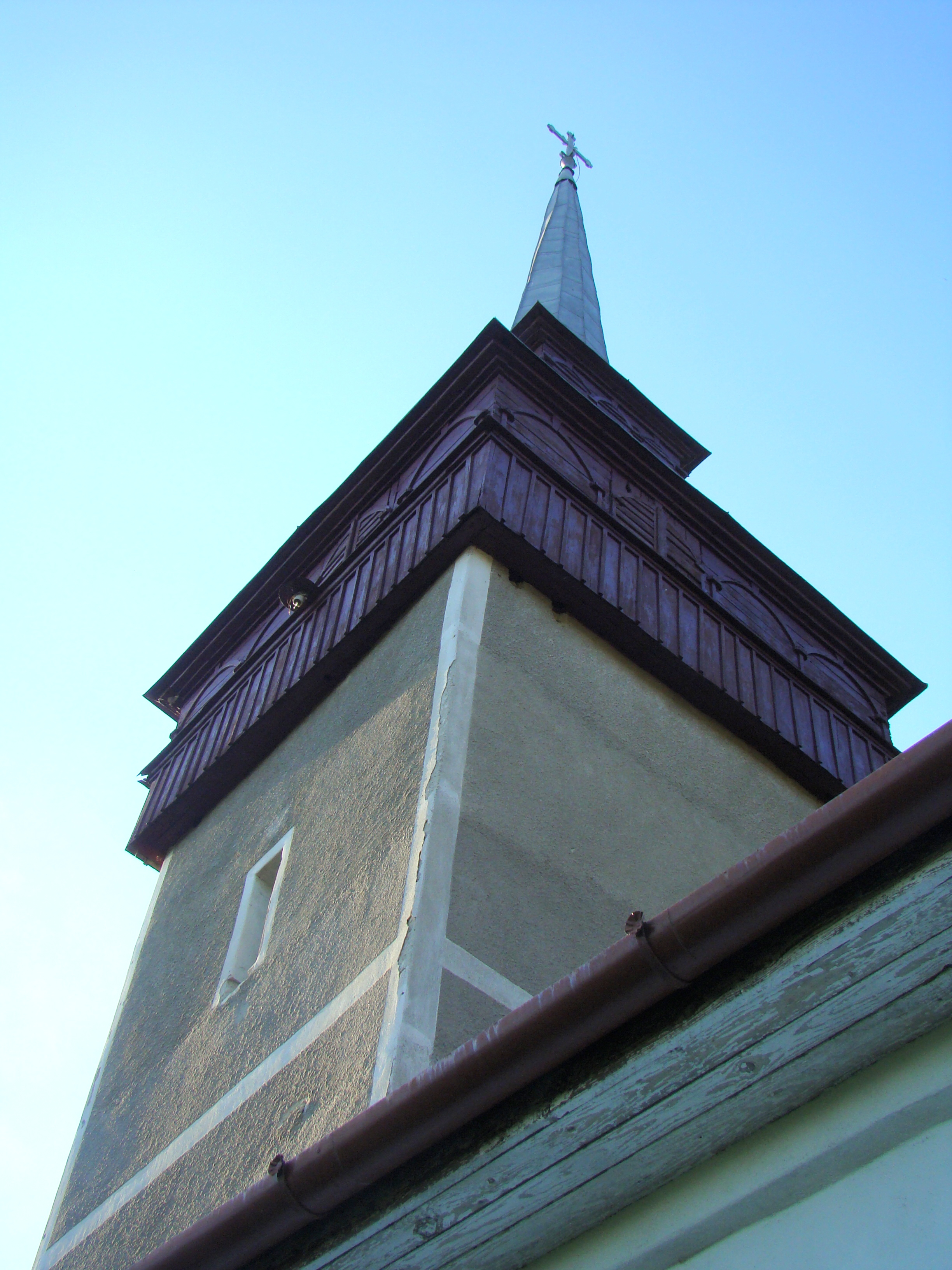
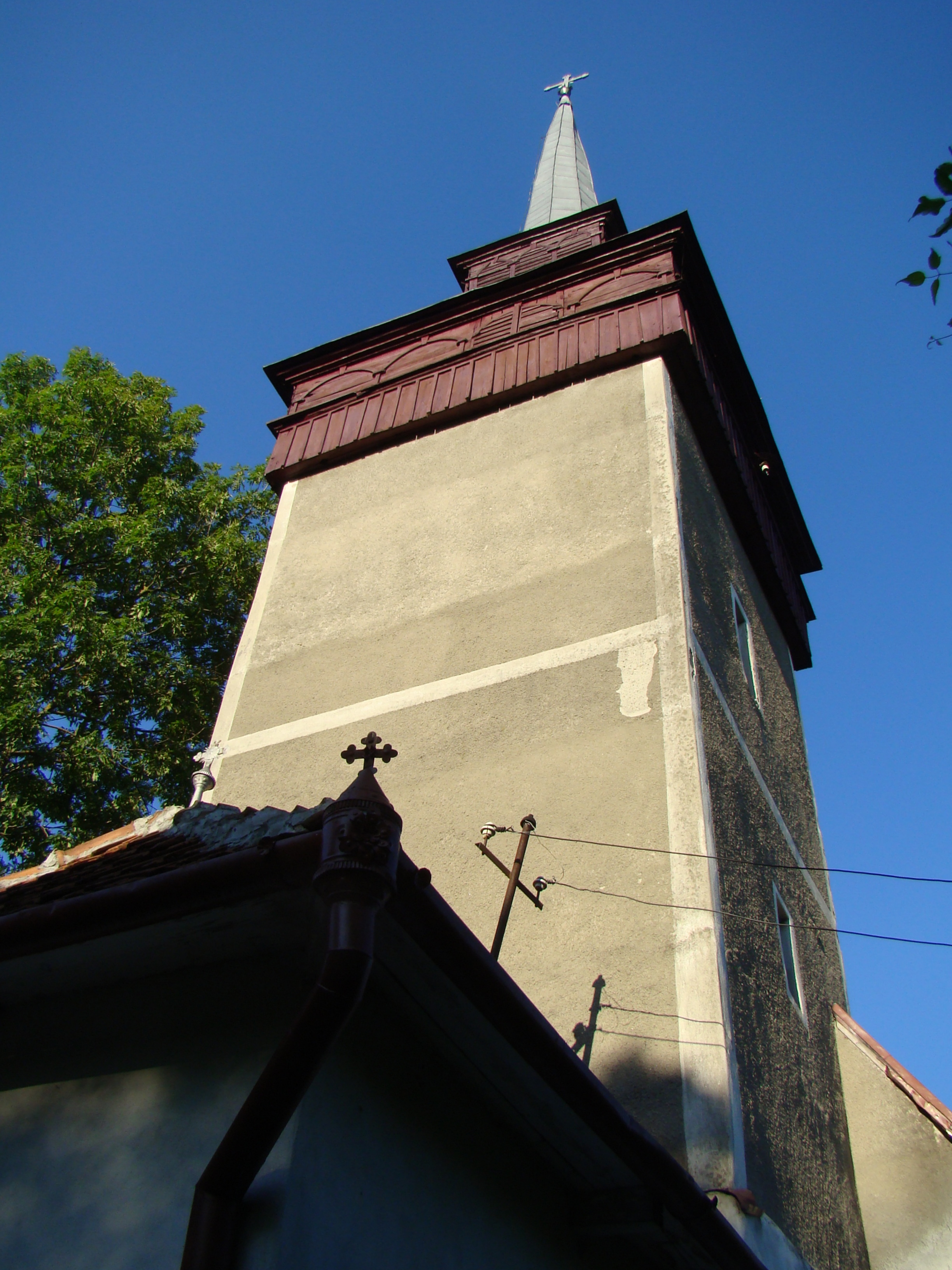
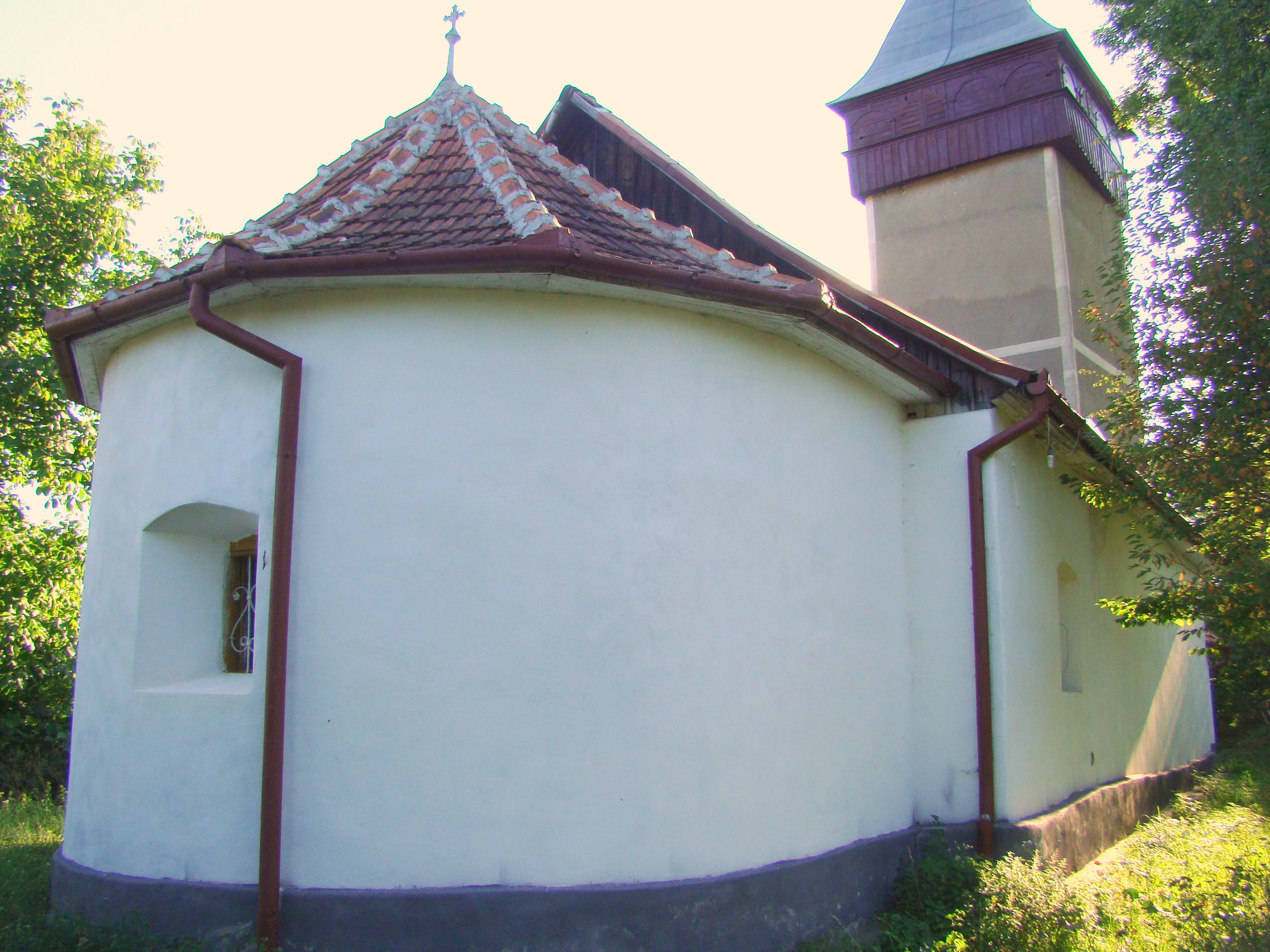
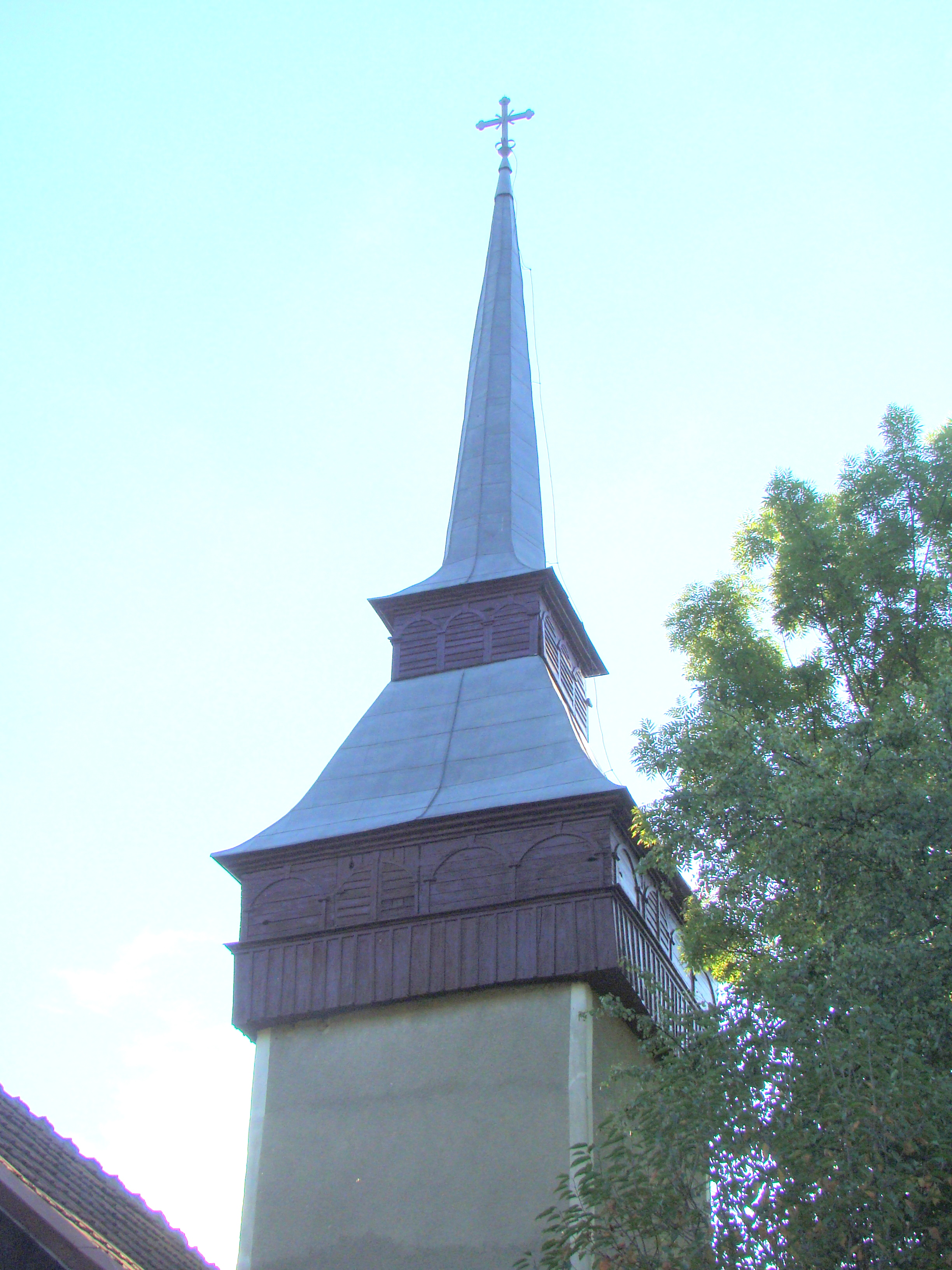
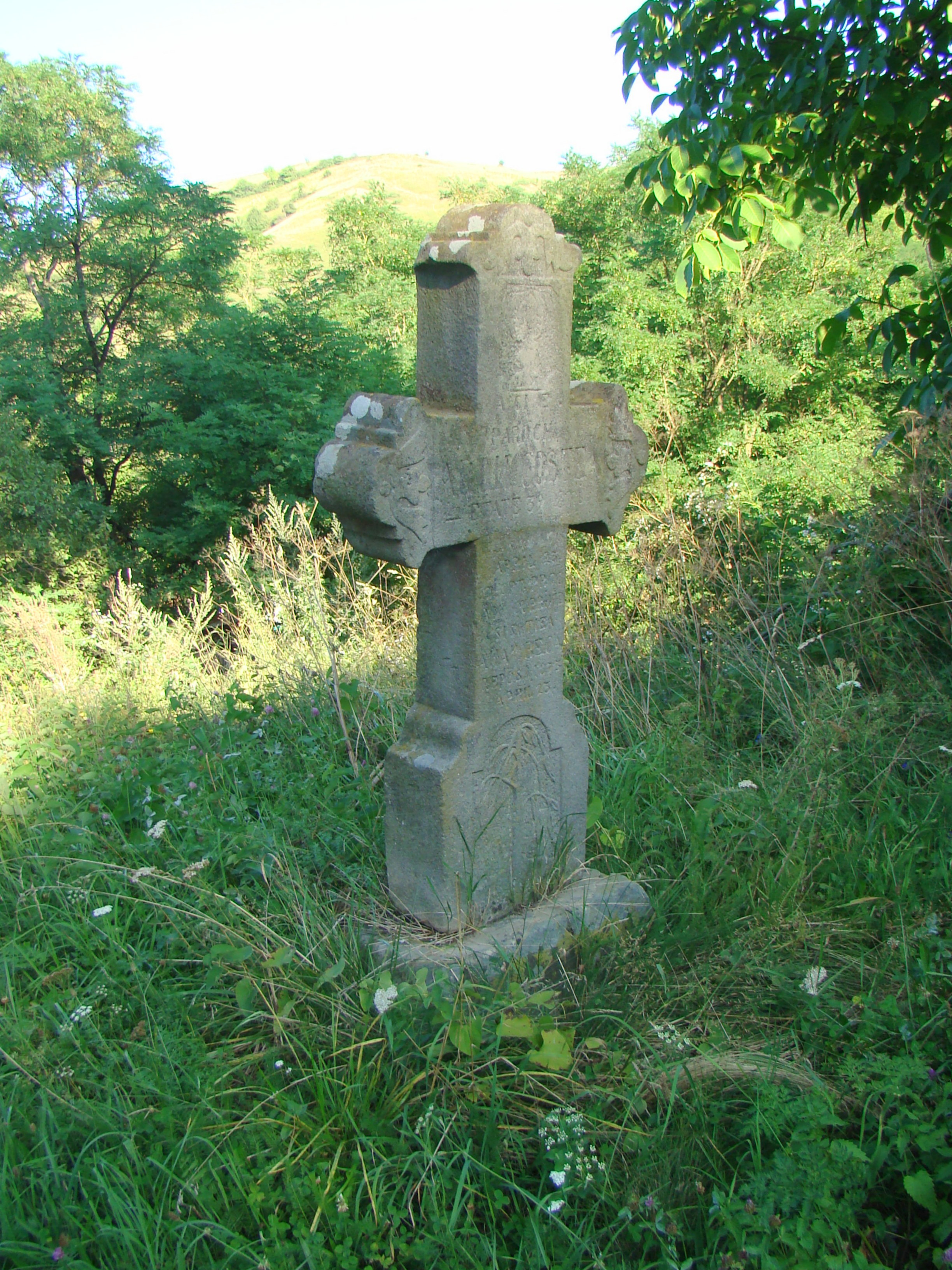
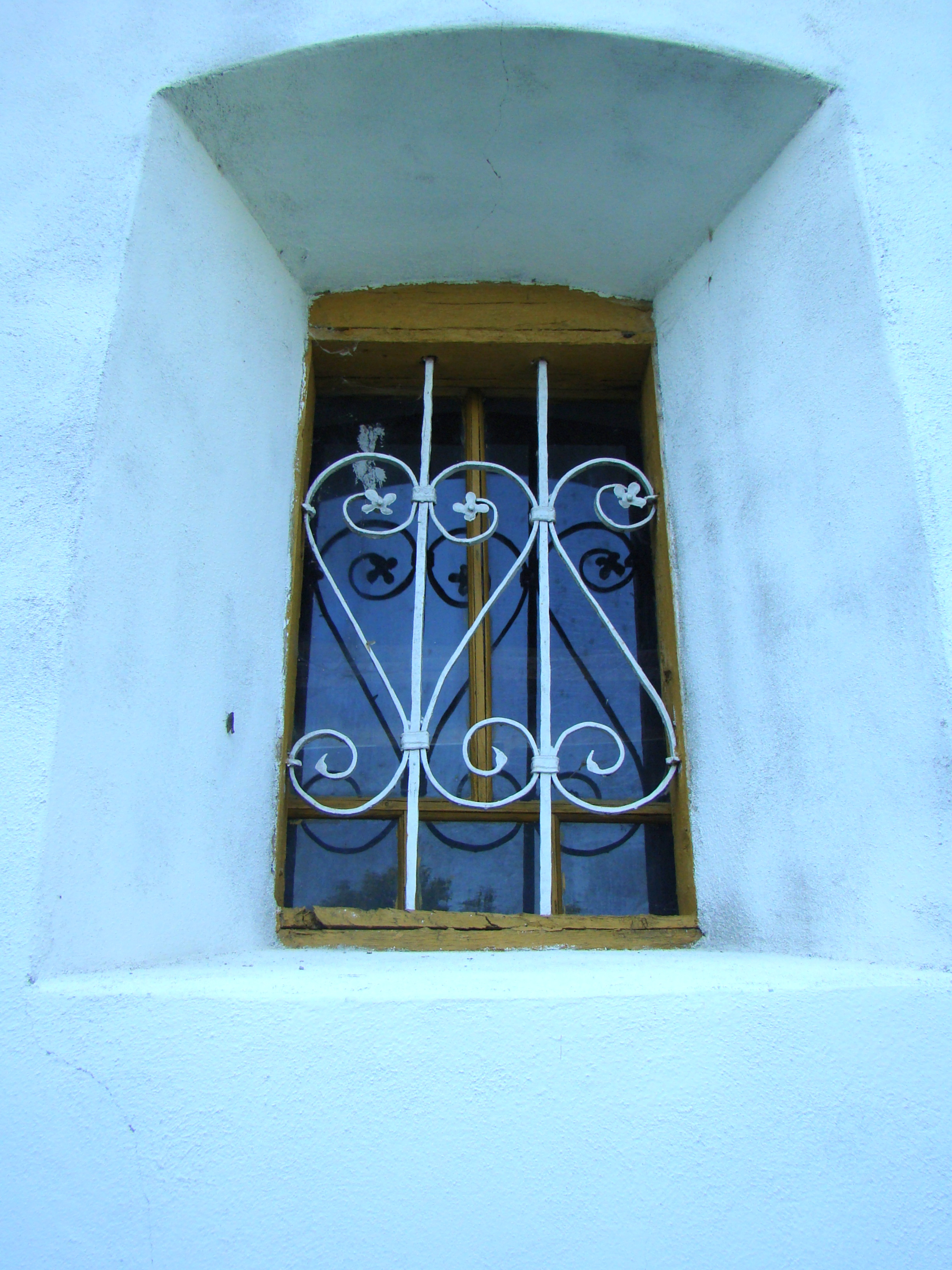
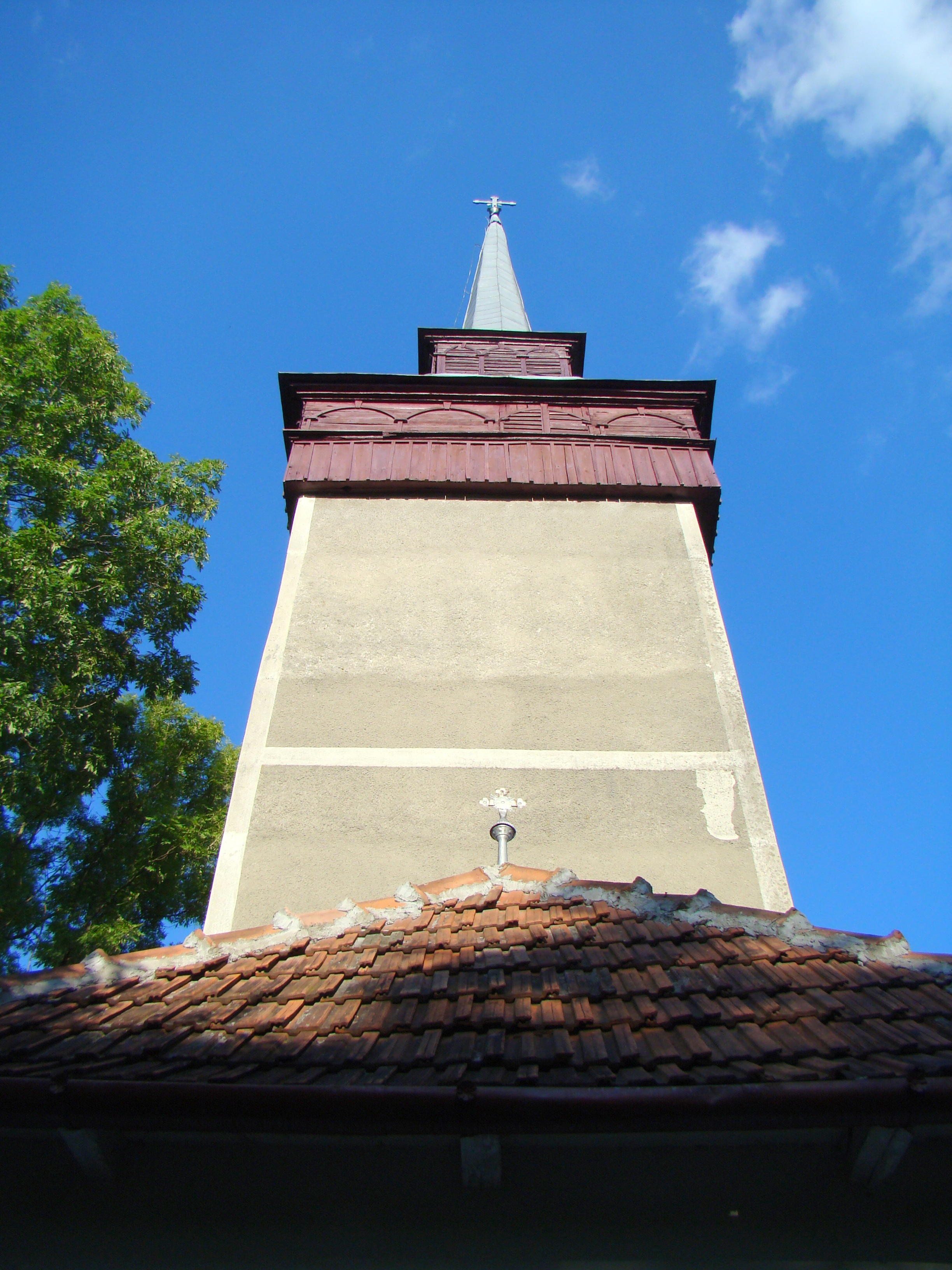
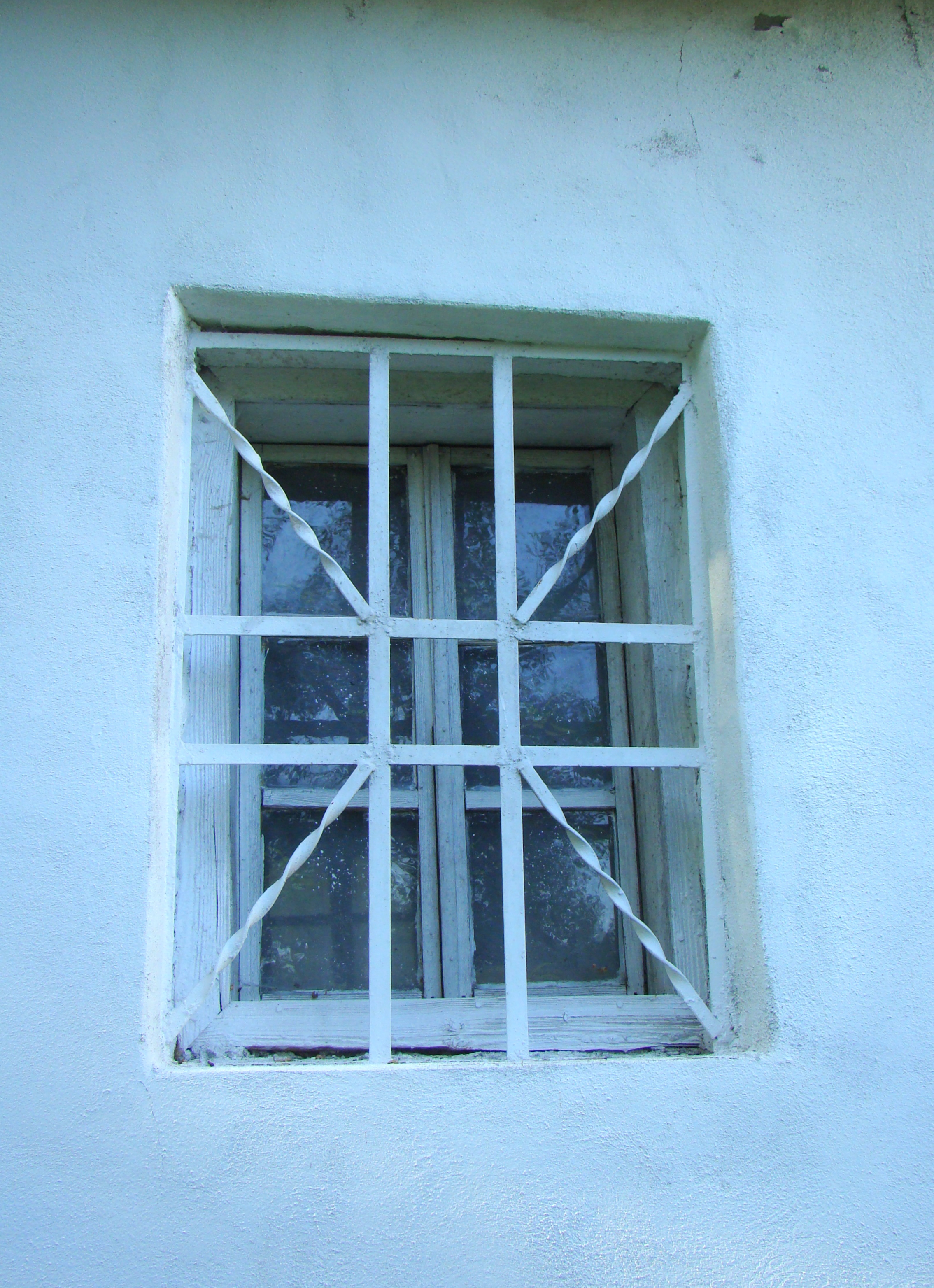
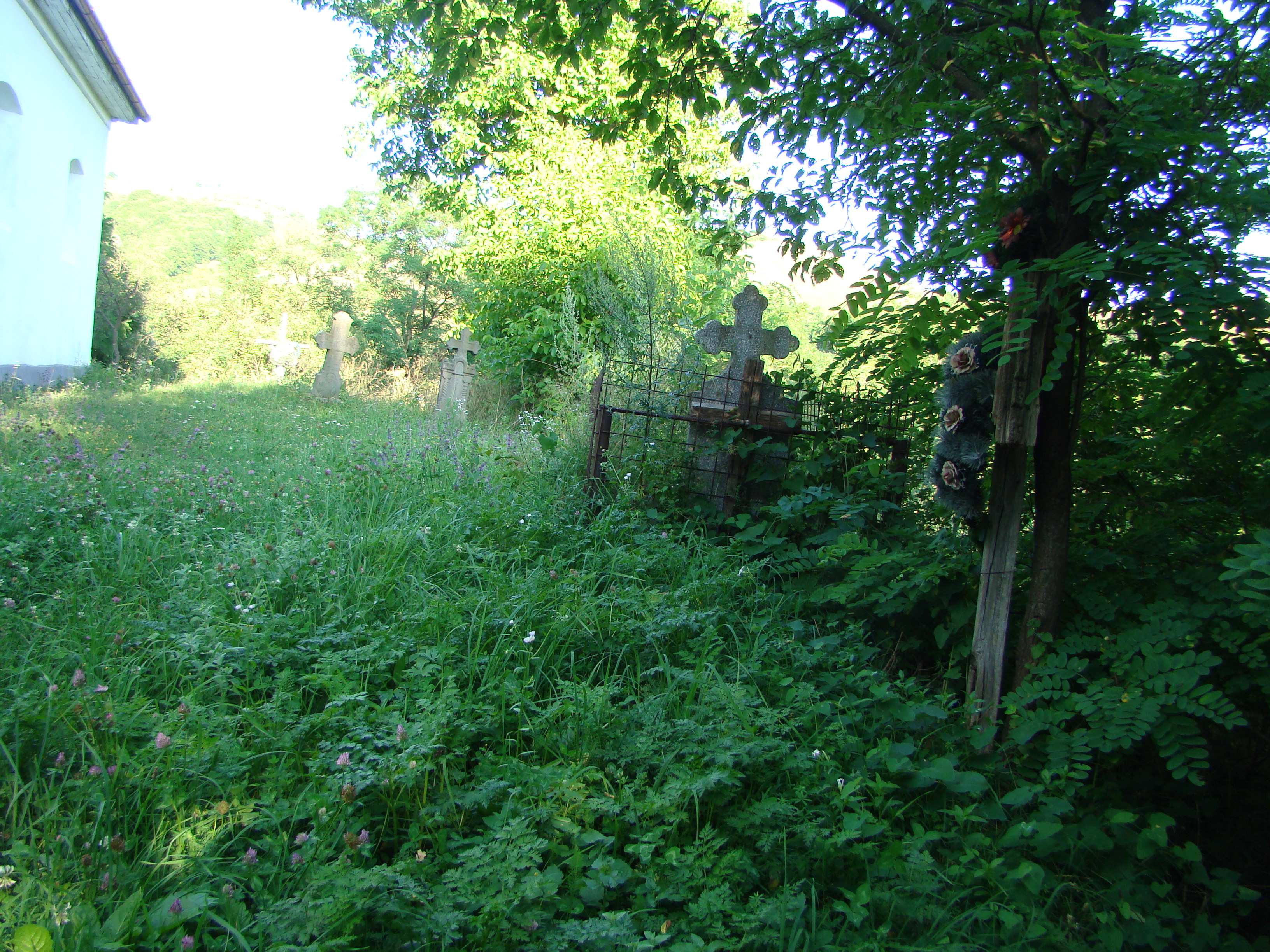
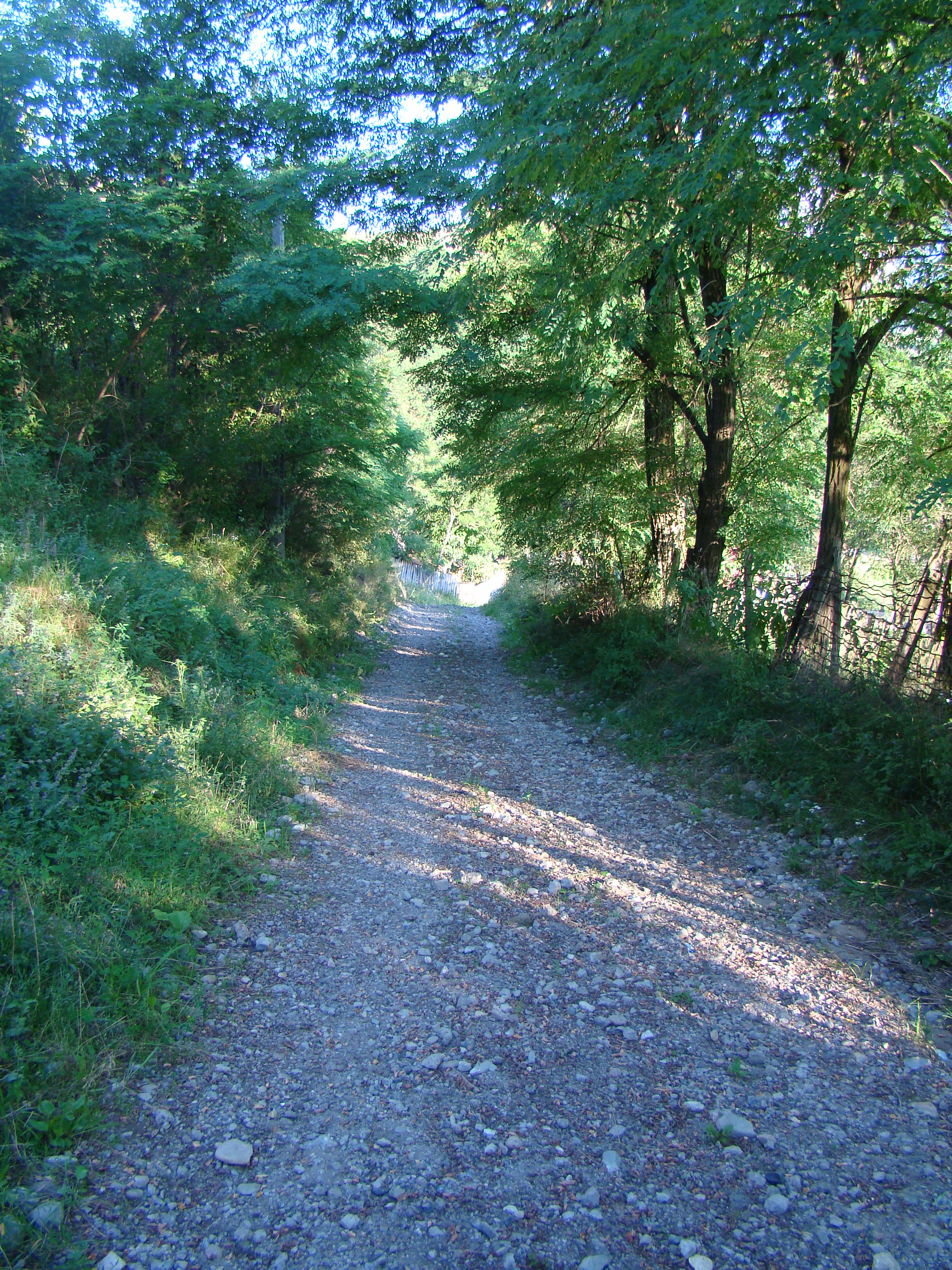
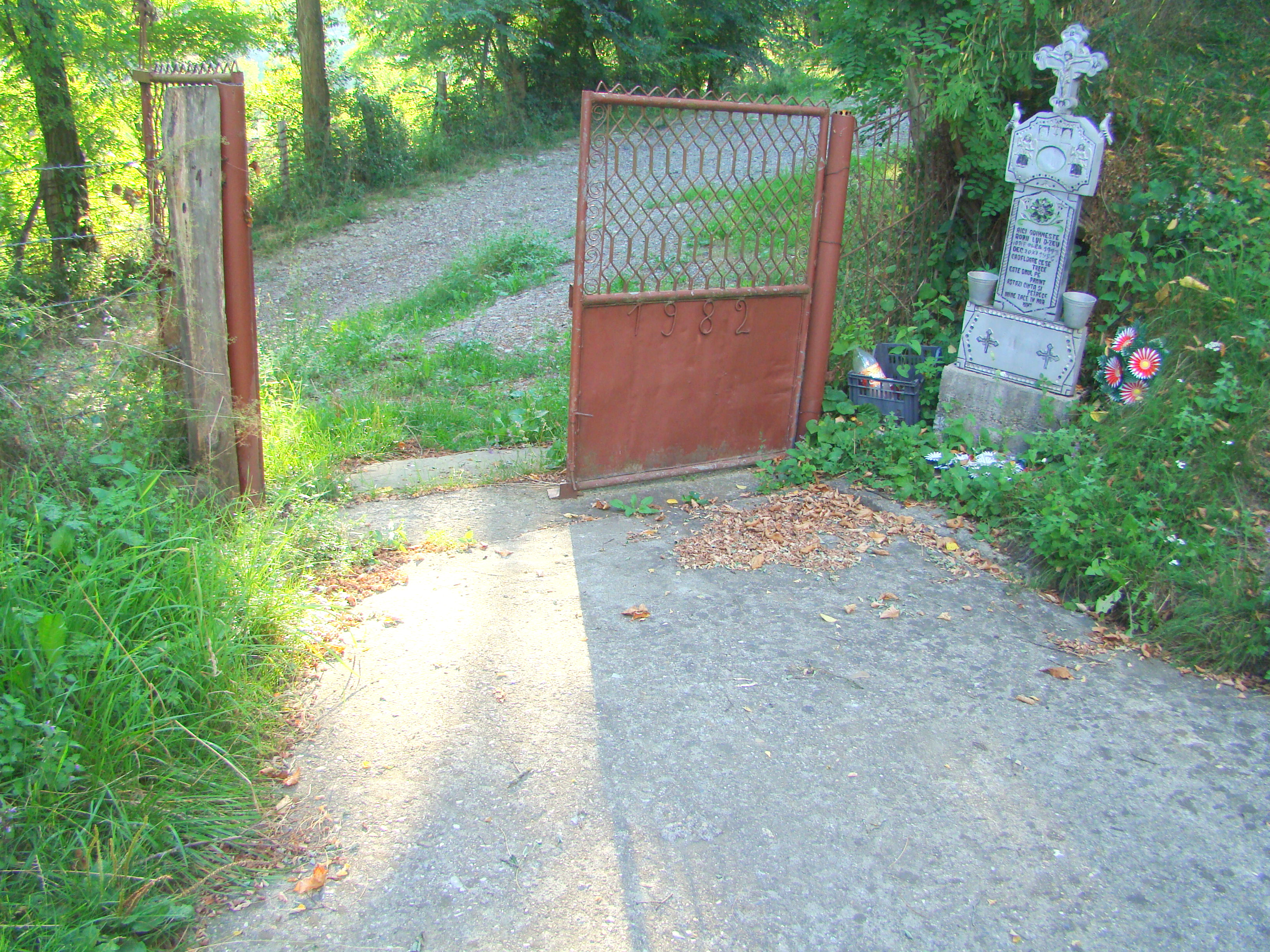

## Vezi și
- Cib, Alba